# Herten (Pays-Bas)
Pour les articles homonymes, voir Herten.
Herten est un village néerlandais de la commune de Ruremonde dans le Limbourg néerlandais, situé sur la Meuse.
Jusqu'en 1991, Herten était une commune indépendante. En cette année, la commune a été rattachée à Roermond.

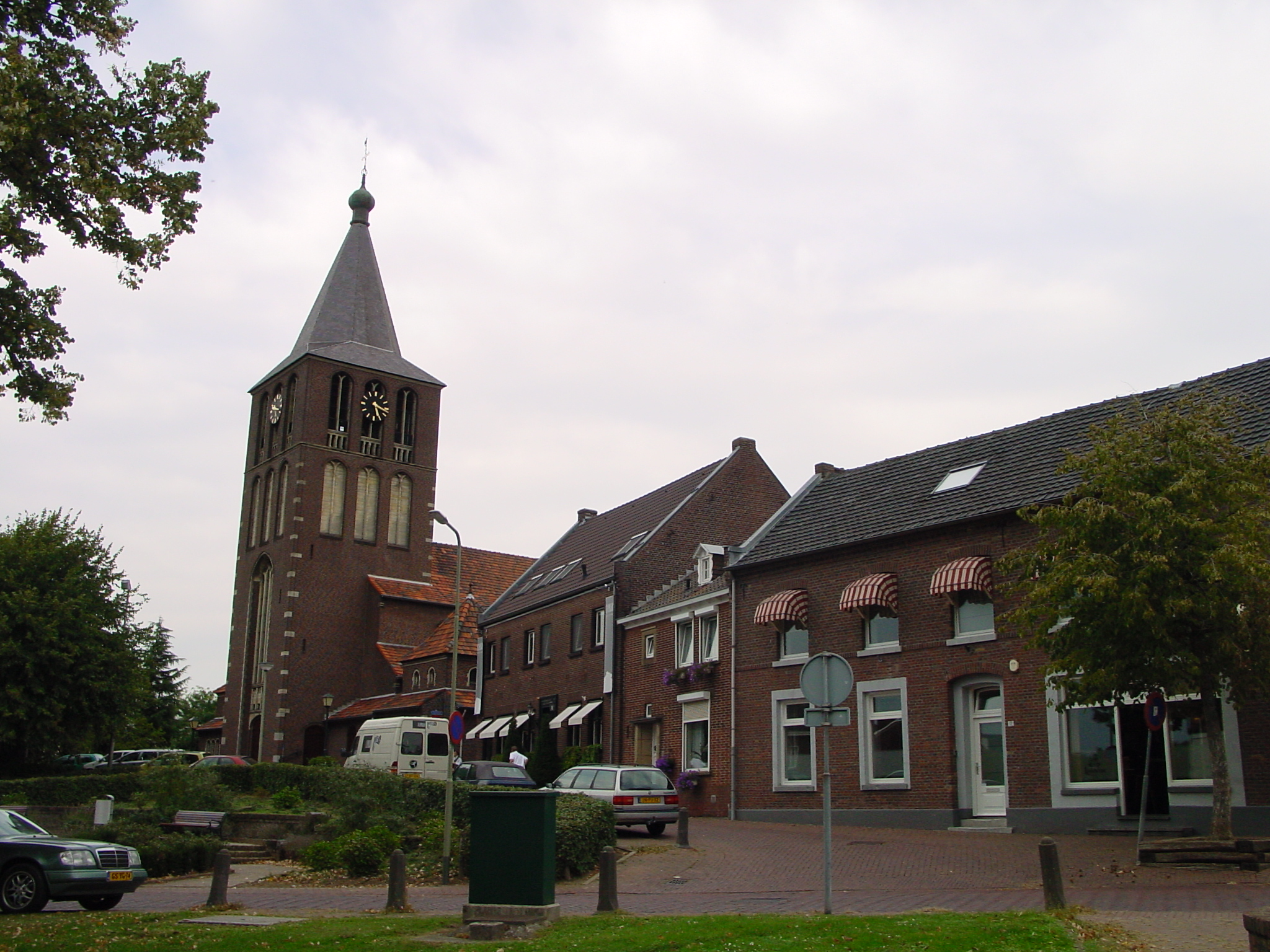
Herten, Centre et Église Saint-Michel